# 使館特區
使館特區（英語：Diplomatic Quarter）是位於臺灣臺北市士林區天母的辦公大樓，係中華民國政府為提供外國駐臺大使館集中設置而委託國有財產局興建，目前進駐者有教廷駐華大使館以外的所有駐華大使館，以及沙烏地阿拉伯商務辦事處、國際合作發展基金會。此名稱亦可在房地產市場等處泛指周围地區。建築前旗桿上會升進駐使館特區的大使館之國旗。

## 樓層簡介
| 樓層 | 用途                                          |
| ---- | --------------------------------------------- |
| F15  | 財團法人國際合作發展基金會                    |
| F14  | 財團法人國際合作發展基金會                    |
| F13  | 財團法人國際合作發展基金會                    |
| F12  | 財團法人國際合作發展基金會                    |
| F11  | 貝里斯駐華大使館                              |
| F10  | 史瓦帝尼王國駐華大使館                        |
| F9   | 吐瓦魯駐華大使館                              |
| F8   | 海地駐華大使館                                |
| F7   | 巴拉圭駐華大使館                              |
| F6   | 聖露西亞駐華大使館 聖文森及格瑞那丁駐華大使館 |
| F5   | 帛琉駐華大使館 聖克里斯多福及尼維斯駐華大使館 |
| F4   | 馬紹爾群島駐華大使館 沙烏地阿拉伯商務辦事處   |
| F3   | 瓜地馬拉駐華大使館                            |
| F2   | -                                             |
| F1   | -                                             |
| B1   | -                                             |
| B2   | 地下停車場                                    |
| B3   | 地下停車場                                    |

## 相關事件

### 外交官染H1N1病毒
2009年1月15日，一名剛結束美洲之行的女外交官回來工作，下午因身體不適返家。16日到臺大醫院檢查，並於次日得知其H1N1流感病毒檢測結果為陽性。此事沒有立即公開，中華民國外交部因試圖掩蓋消息而導致批評，此舉可能危害出入使館特區者的健康。

## 外部連結
- 駐台使館 （页面存档备份，存于）（繁體中文）